# ألفونسو ساستري
ألفونسو ساستري (بالإسبانية: Alfonso Sastre)‏ ـ (ولد في مدريد في 20 فبراير 1926) هو كاتب مسرحي وناقد إسباني، كان من المنادين باستخدام المسرح لتحريك المجتمع ضد القهر، وعُرف بانتقاده العلني للرقابة في عصر الجنرال فرانكو.

## أعماله المسرحية
من أبرز مسرحيات ساستري:
- فرقة الإعدام (1953، بالإسبانية: Escuadra hacia la muerte): أول مسرحية ناجحة لساستري، قدمتها فرقة المسرح الشعبي الجامعي (بالإسبانية: Teatro Popular Universitario)‏ وعُرضت للمرة الأولى في 18 مارس 1953. تدور أحداثها أثناء "الحرب العالمية الثالثة"، وأبطالها جماعة تتكون من خمسة جنود وقائدهم يُكلفون بمهمة انتحارية عقابًا لهم على تجاوزات سابقة. كان من المقرر أن تُعرض المسرحية عرضًا واحدًا، غير أن نجاحها أدى إلى امتداد عرضها حتى منعتها رقابة نظام فرانكو بعد عرضها الثالث، فلم تُعرض بعدها قط.
- خبز للجميع (1953، بالإسبانية: El pan de todos)
- الكمامة (1954، بالإسبانية: La mordaza)، عُرضت للمرة الأولى في نفس عام صدورها (في 17 سبتمبر 1954)، وتدور حول الديكتاتورية والقهر.
- الأرض الحمراء (1954، بالإسبانية: Tierra roja)، لم تسمح الرقابة بعرضها.
- آنا كليبر (1955، بالإسبانية: Ana Kleiber)
- دم الرب (1955، بالإسبانية: La sangre de Dios)
- وليم تِل له عينان حزينتان (1955، بالإسبانية: Guillermo Tell tiene los ojos tristes)
- في الشَرَك (1959، بالإسبانية: En la red)
- أين أنت يا أولالومي؟ أين أنت؟ (1990، بالإسبانية: ¿Dónde estás, Ulalume, dónde estás?)

## روابط خارجية
- ألفونسو ساستري على موقع IMDb (الإنجليزية)
- ألفونسو ساستري على موقع الموسوعة البريطانية (الإنجليزية)
- ألفونسو ساستري على موقع قاعدة بيانات الفيلم (الإنجليزية)